# هيئة الأمن القومي (مصر)
هي أحد الهيئات الأمنية المصرية، وهي جزء من المخابرات العامة المصرية.

## رؤساء الهيئة
- خالد فوزي.[2]
- مصطفى عبد النبي.[3][4]
- عمر سليمان.[5]:526
- رفعت جبريل.[6]
- حسن زكي عليش.[7][8]